# 始平公主 (魏明元帝之女)
始平公主（?—?），魏明元帝拓跋嗣的女儿。

## 生平
428年，北魏太武帝拓跋焘生擒夏國皇帝赫连昌，将妹妹始平公主嫁给了他。开始拓跋焘非常礼遇赫连昌，封他为会稽公、秦王。
434年，赫连昌叛逃被杀，始平公主不知所终。

## 家庭

### 父
- 拓跋嗣，魏明元帝。

### 兄弟
- 拓跋焘，魏太武帝。
- 拓跋丕，北魏骠骑大将军、乐平戾王。
- 拓跋弥，北魏卫大将军、安定殇王。
- 拓跋范，北魏卫大将军、乐安宣王。
- 拓跋健，北魏抚军大将军、永昌庄王。
- 拓跋崇，北魏辅国大将军、建宁王。
- 拓跋俊，北魏镇东大将军、新兴王。

### 姐妹
- 元氏，武威公主，北凉哀王沮渠牧犍王后。
- 元氏，陇西公主，嫁姚和都。

### 丈夫
- 赫连昌，夏国皇帝、会稽公。